# Страконице (район)
Район Страконице (чеш. Okres Strakonice) — один из 7 районов Южночешского края Чехии. Административным центром является город Страконице. Площадь составляет 1032,10 км², население — 71 900 человек (плотность населения — 69,66 человек на 1 км²). Район состоит из 112 населённых пунктов, в том числе из 6 городов.

## Населённые пункты

### Города
Баворов - Бельчице - Блатна - Водняны - Волине - Седлице - Страконице

### Местечки
Честице - Катовице - Радомишль - Штекень

### Общины
Бездедовице - Бильско - Братронице - Бржези - 

## Памятники культуры
К наиболее посещаемым памятникам культуры, расположенным на территории района Страконице, относятся следующие:
|                  |  |               |
| Замок Страконице |  | Замок Льнарже |

|                   |  |              |
| Замок Гельфенбурк |  | Замок Блатна |